# Anna Helene Bolte
Anna Helene Bolte (* 10. November 1852 in Lonkorsz, Kreis Löbau, Westpreußen; † 19. Mai 1912) war eine deutsche Kinderschriftstellerin.

## Leben und Wirken
Der Vater R. J. G. Dahrenstaedt stammte aus Balz in der Neumark und war später Oberförster in Lonkorsz. Anna heiratete 1872 den Leutnant Eugen Bolte (1849–nach 1906).
Danach lebte sie mit ihm in Metz im Elsass, wo sie 1875 ihre Tochter Elisabeth gebar.
Später wohnte die Familie in Unna im Ruhrgebiet. 1889 wurde ihr Mann als Postdirektor nach Nakel an der Netze in der Provinz Posen versetzt, wo sie seitdem lebten. 
Ihre letzten Jahre verbrachte Anna Bolte in Bromberg, wo sie wahrscheinlich auch starb.

## Veröffentlichungen
Anna Helene Bolte veröffentlichte Erzählungen und weitere Texte, vor allem für Kinder. Ihr Pseudonym war anfangs Ada Rhenstaedt. 
- Gedichte für Kinder, 1885
- Neue Märchen, 1886
- Anny's Sorgen. Eine Erzählung für die Jugend, Gustav Kühn, Neu-Ruppin, 1900
- Des Kaisers Bild, Lustspiel, 1900
- Der Freibeuter, 1901, Bearbeitung
- Margarete. Eine Erzählung aus Westpreußen, Hillger, Berlin, 1902
- Kleine Geschichten, 1902
- Wiedergefunden, Erzählung, Gustav Kühn, Neu-Ruppin, 1904[7]
- Der rote Freibeuter. Nach Cooper für die Jugend bearbeitet, Kühn, Neu-Ruppin [1905], schon 1901
- Das verlorene Erbe, 1907